# Джав, Джавит
Джавит Джав (тур. Cavit Cav; 1905, Салоники — 29 апреля 1982, Анкара) — турецкий велогонщик, выступавший на треке и шоссе. Участник летних Олимпийских игр 1928 года.

## Биография
Джавит Джав родился в 1905 году в османском городе Салоники (сейчас в Греции).
В 1924 году планировал участвовать в летних Олимпийских играх в Париже, однако организаторы не допустили его к соревнованиям, поскольку велосипед Джава не соответствовал олимпийским стандартам.
В том же году стал победителем дебютных чемпионатов Стамбула и Турции, став лучшим в стране в шоссейной индивидуальной гонке с раздельным стартом и в гонках на выносливость.
В середине 1920-х годов участвовал в турецких шоссейных марафонских гонках. В 1927 году в составе сборной Турции выступал в матчевой встрече с Болгарией в Стамбуле.
В 1928 году вошёл в состав сборной Турции на летних Олимпийских играх в Амстердаме. В индивидуальном спринте не участвовал в 1/8 финала, в заезде надежды занял последнее, 3-е место. В командной гонке преследования на 4000 метров сборная Турции, за которую также выступали Галип Джав, Юнус Нюзхет Унат и Таджеттин Озтюркмен, в 1/8 финала уступила Великобритании, догнавшей соперника на середине дистанции.
До 1932 года был одним из лидеров турецкого велоспорта.
В 1961 году пытался создать фабрику по производству велосипедов, но не преуспел в этом.
Умер 29 апреля 1982 года в турецком городе Анкара.

## Семья
Младший брат — Галип Джав (1912—1950), турецкий велогонщик. Участник летних Олимпийских игр 1928 года.